# 北海广播电视台
北海广播电视台，是中华人民共和国广西壮族自治区北海市的一家广播电视播出机构，也是中共北海市委、北海市人民政府的喉舌。